# Джоши, Сунанд Триамбак
Суна́нд Триамба́к Джо́ши (англ. Sunand Triambak Joshi, хин. सुनंद त्रयंबक जोशी ; род. 22 июня 1958), более известный как Эс Ти Джоши — американский литературный критик и новеллист индийского происхождения, ведущая фигура в изучении творческого наследия Г. Ф. Лавкрафта и других авторов в жанре ужасов и фантастики. Автор монументальной биографии «Я — Провиденс: Жизнь и эпоха Г. Ф. Лавкрафта» (англ. I Am Providence: The Life and Times of H. P. Lovecraft, 1996); первоначально выпущена одним томом «Лавкрафт: Жизнь» (англ. H. P. Lovecraft: A Life, 1996). Совместно с Дэвидом Шульцем подготовил и снабдил комментариями несколько изданий Амброза Бирса.

## Биография
Родился 22 июня 1958 года в Пуне, в семье Триамбака М. Джоши и Падмини Т. Джоши. В возрасте четырёх лет переехал с семьёй в США, в штат Индиана. В 13 лет открыл для себя творчество Лакрафта. После прочтения «Лавкрафт: Биография» Спрэга де Кампа (1975), ещё сильнее заинтересовался личностью писателя. С.Т. Джоши сейчас является одной из ведущих фигур среди исследователей творчества Лавкрафта и автором многочисленных статей, критики, справочников по «Мифам Ктулху». Из-за своего увлечения отклонил предложения в поступлении из Йельского университета и Гарварда, выбрав Брауновский университет.
В настоящее время он живет в Сиэтле, штат Вашингтон. Джоши женился на Лесли Гэри Бобе 1 сентября 2001 года. Они развелись в декабре 2010 года. Джоши атеист.
Известен своим язвительным стилем, по словам редактора Элен Дятлоу, как «самый опасный рецензент в данной области».

#### Общественная позиция
В августе 2014 года выступил против кампании по замене статуэтки Всемирной премии фэнтези с бюста Лавкрафта (из-за обвинений того в расизме) на статуэтку, изображающую афроамериканскую писательницу Октавию Батлер.  В знак протеста вернул свою награду.

### Книги
- Lord Dunsany: A Bibliography (1993) (co-writer: Darrell Schweitzer)
- H. P. Lovecraft: A Life (1996)
- Sixty Years of Arkham House: A History and Bibliography (Arkham House, 1999) ISBN 9780870541766
- I Am Providence: The Life and Times of H. P. Lovecraft (2010)
- Lord Dunsany: A Comprehensive Bibliography (2013)

### Редактор
- Miscellaneous Writings by H. P. Lovecraft (Arkham House, 1995).
- Documents of American Prejudice: An Anthology of Writings on Race from Thomas Jefferson to David Duke (Basic Books, 1999).
- The Call of Cthulhu and Other Weird Stories by H. P. Lovecraft (Penguin Classics No. 1, 1999).
- Atheism: A Reader (Prometheus Books, 2000).
- The Thing on the Doorstep and Other Weird Stories by H. P. Lovecraft (Penguin Classics No. 2, 2001).
- The Dreams in the Witch House and Other Weird Stories by H. P. Lovecraft (Penguin Classics No. 3, 2005).

## Награды
| Год  | Награда                                                | Работа                                                |
| ---- | ------------------------------------------------------ | ----------------------------------------------------- |
| 1996 | Премия Брэма Стокера (в категории нон-фикшн)           | H. P. Lovecraft: A Life                               |
| 1997 | Британская премия фэнтези                              | H. P. Lovecraft: A Life                               |
| 2003 | Награда Международная ассоциация фантастов в искусстве | Премия за выдающиеся критические работы               |
| 2005 | Всемирная премия фэнтези                               | Специальная награда за исследовательскую работу       |
| 2005 | Награда международной гильдии авторов хорроров         | Supernatural Literature of the World                  |
| 2006 | Награда международной гильдии авторов хорроров         | Icons of Horror and the Supernatural                  |
| 2013 | Всемирная премия фэнтези                               | Unutterable Horror: A History of Supernatural Fiction |

### Комментарии
1. ↑  В названии заложен каламбур с прямым прочтением слова providence — «провидение».
2. ↑  В Брауновском университет хранится личный архив Лавкрафта.